# 耿马齿唇兰
耿马齿唇兰（学名：Anoectochilus gengmanensis）为兰科开唇兰属下的一个种。分布于云南耿马海拔2500米湿润密林的阴湿石坡上覆土中。是中国滇南的特有种，种群受威胁严重。

## 名称
其拉丁学名种加词gengmanensis意为“耿马的”，指云南的耿马傣族佤族自治县，是其发现地及分布地。

## 扩展阅读
- 維基物種上的相關：耿马齿唇兰